# Sergei Sivko
Sergei Sivko est un boxeur soviétique né le 7 juin 1940 à Toula et mort le 10 novembre 1966 à Moscou.

## Biographie
Champion d'union soviétique des poids mouches en 1960, Sivko participe aux Jeux olympiques de Rome dans la même catégorie et remporte la médaille d'argent. L'année suivante, il boxe en poids coqs et remporte le titre national puis devient champion d'Europe à Belgrade.

## Palmarès

### Jeux olympiques
- Médaille d'argent en -51 kg en 1960 à Rome, Italie

### Championnats d'Europe
- Médaille d'or en -54 kg en 1961 à Belgrade, Yougoslavie